# Mercedes Mason

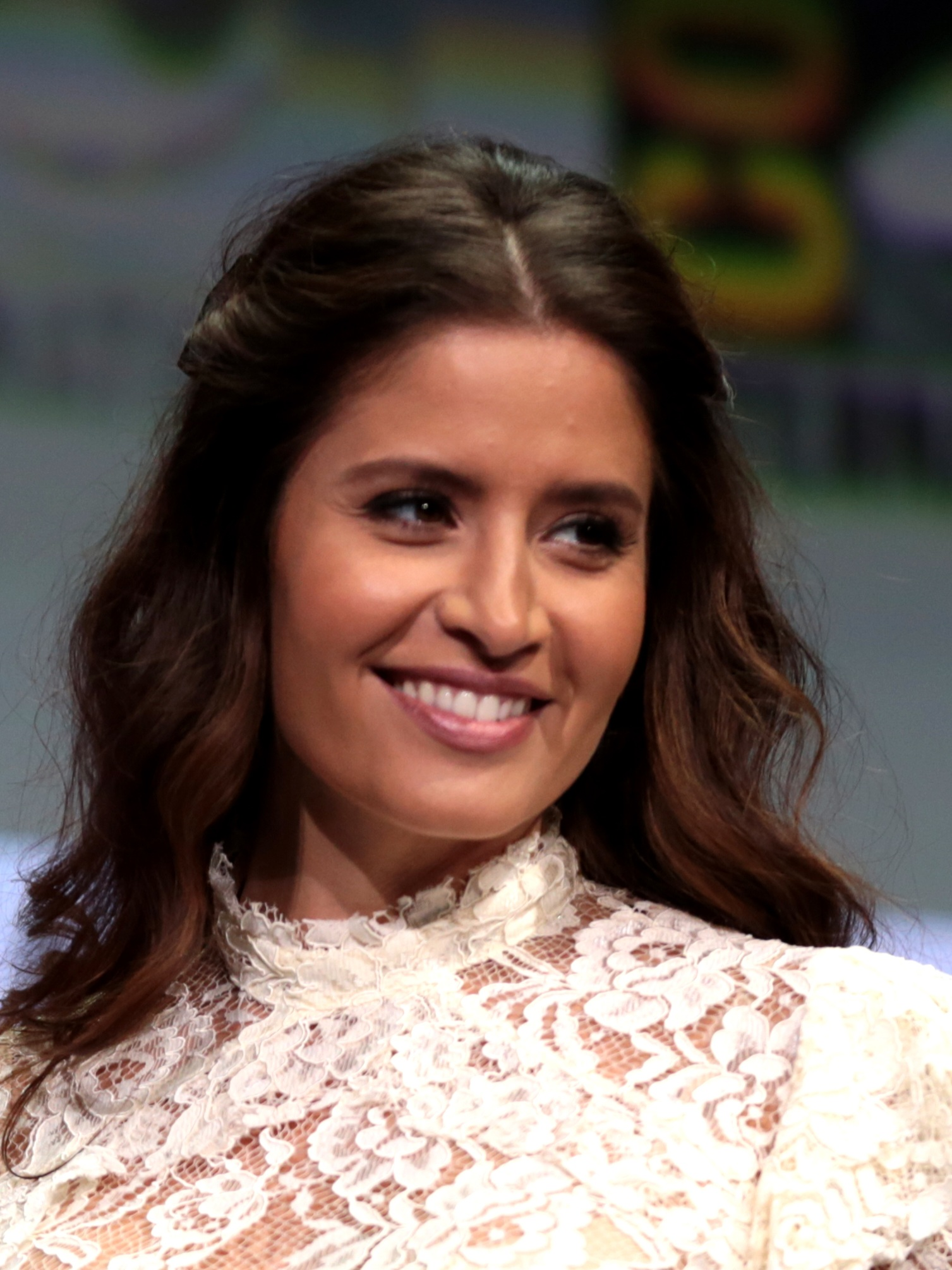
Mercedes Mason bei der Comic-Con 2017

Mercedes Mason, geborene Mercedes Masöhn (* 3. März 1982 in Linköping, Östergötlands län, Schweden), ist eine schwedisch-US-amerikanische Schauspielerin.

## Leben
Mercedes Mason wurde im schwedischen Linköping geboren und wuchs dort auch auf. Im Alter von zwölf Jahren wanderte sie mit ihrer Familie in die USA aus.
2006 gab Mason ihr Filmdebüt in der Tragikomödie Trennung mit Hindernissen neben Vince Vaughn und Jennifer Aniston. Von 2005 bis 2006 war sie in drei Episoden der US-Fernsehserie Liebe, Lüge, Leidenschaft in der Rolle der Neely zu sehen. 2011 spielte sie in dem Horrorfilm Quarantäne 2: Terminal die Hauptrolle der Jenny. Von Januar bis Mai 2012 war sie in einer Hauptrolle in der Fox-Serie The Finder zu sehen. Von 2015 bis 2017 spielte sie die Hauptrolle der Ofelia Salazar in der AMC-Serie Fear The Walking Dead.
In den ersten Jahren ihrer Karriere trat sie unter ihrem Namen Masöhn auf, der in den Credits bisweilen auch Masohn geschrieben wurde. Seit 2014 nutzt sie Mason als Künstlernamen.
Mason lebt mit ihrem Ehemann David Denman in Los Angeles, Kalifornien. Im Januar 2018 wurden sie Eltern eines Sohnes.

## Filmografie (Auswahl)
- 2005–2006: Liebe, Lüge, Leidenschaft (One Life to Live, Fernsehserie, 3 Episoden)
- 2006: Trennung mit Hindernissen (The Break-Up)
- 2009: The Closer (Fernsehserie, Episode 5x02)
- 2009: CSI: NY (Fernsehserie, Episode 6x06)
- 2009: Red Sands
- 2009: Navy CIS (Fernsehserie, Episode 7x01)
- 2009: Entourage (Fernsehserie, Episode 5x12)
- 2009–2010: Three Rivers Medical Center (Three Rivers, Fernsehserie, 4 Episoden)
- 2010: All Signs of Death (Fernsehfilm)
- 2010: Castle (Fernsehserie, Episode 3x02)
- 2011: Three Veils
- 2011: Traffic Light (Fernsehserie, Episode 1x01)
- 2011: Chuck (Fernsehserie, 2 Episoden)
- 2011: Quarantäne 2: Terminal (Quarantine 2: Terminal)
- 2012: Common Law (Fernsehserie, Episode 1x01)
- 2012: General Education
- 2012: The Finder (Fernsehserie, 13 Episoden)
- 2013: Slightly Single in L.A.
- 2012–2013: 666 Park Avenue (Fernsehserie, 13 Episoden)
- 2014: Californication (Fernsehserie, 2 Episoden)
- 2014: Anger Management (Fernsehserie, 2 Episoden)
- 2014: Sniper: Legacy
- 2015: Ana Maria in Novela Land
- 2014–2015, 2019, 2022: Navy CIS: L.A. (NCIS: Los Angeles, Fernsehserie, 7 Episoden)
- 2015–2017: Fear the Walking Dead (Fernsehserie, 22 Episoden)
- 2015: The Astronaut Wives Club (Fernsehserie, Episode 1x05)
- 2017: Doubt (Fernsehserie, Episode 1x04)
- 2018–2019: The Rookie (Fernsehserie, 15 Episoden)
- 2019: How to Get Away with Murder (Fernsehserie, 3 Episoden)
- 2019–2020: The L Word: Generation Q (Fernsehserie, 4 Episoden)
- 2020: What the Night Can Do
- 2020: Love by Drowning
- 2021: American Horror Stories (Fernsehserie, Episode 1x07)
- 2023: Little Dixie
- 2024: Guns & Moses